# Halverson Peak
Der Halverson Peak ist ein 1710 m hoher Berg im ostantarktischen Viktorialand. In der King Range der Concord Mountains markiert er die Ostflanke der Mündung des Rawle-Gletschers in den Black-Gletscher.
Der United States Geological Survey kartierte ihn anhand eigener Vermessungen und Luftaufnahmen der United States Navy aus den Jahren von 1960 bis 1964. Das Advisory Committee on Antarctic Names benannte ihn 1970 nach Jack E. Halverson von der United States Navy, leitender Elektrotechniker auf der McMurdo-Station im Jahr 1967.